# それはエノキダ!
『それはエノキダ! -It'sENOKIDA!-』は、『モーニング』（講談社）1998年27号から2001年26号まで連載された須賀原洋行のこだわりギャグ漫画。

## 概要
『気分は形而上』の「こだわりの榎田君シリーズ」（後に派生した「テキトー人間高木君シリーズ」も含む）からのスピンオフであるが、微妙に設定が違っている。連載開始当初は四コマ形式で開始し、途中よりショートコミックに移行した。サブタイトルは、基本的に「榎田主義的（こだわりの）」であるが、時々、「高木主義的（テキトーの）」になる場合がある。それは、『形而上』時代の名残である。連載第1話のときは、サブタイトル自体設定されていなかった。『形而上』時代は、全く別物であった「武沢君」が登場しているため、実質的には「こだわりの榎田君シリーズ」と「オタク学生武沢君シリーズ」を統合させた形となっている。連載開始から2年後に『よしえサン』が終了した為、『よしえサン』に掲載するはずであった話を一部の話のネタに使用している。

## 登場人物
榎田 保（えのきだ たもつ）
主人公。早稲田大学哲学科卒業。けつつ高校卒。うああ商事勤務。こだわりの権化で、それも遺伝。そのこだわりゆえ、才能を無駄にすることが多い。高校時代は、学級委員長を務めていた。小さい頃から絵が上手。高木とは小学校時代からの親友でもあり天敵。いつもくどくど言っているため、周りからはうっとうしがられている。高木などにこだわりの盲点を指摘されると、「ぐあああ〜」とパニック状態になる。妻のエミちゃんに弱い。オーディオに特にこだわっている。卓球部に主将として在籍していたこともあって、部の後輩たちをくだらないこだわりを体現させるために使ったりしている。榎田家は、髪が後退する遺伝があるので、髪の毛のケアを欠かさない。また、榎田家の遺伝的こだわりは先祖代々受け継がれてきたため、「一卵性親子」「一卵性家族」と揶揄され、ついには「一卵性一族」と揶揄されるようになる。実は、東大を目指していたが、順番に問題を解かないとキモチ悪いというこだわりのせいで不合格になった。口癖は「キモチ悪い」、「キモチE」。
榎田 恵美（えのきだ えみ）
榎田の妻。旧姓、畑中。愛称、エミちゃん。榎田の高校時代の同級生でもあり、当時はクラスの副委員長をしていた。榎田は結婚してからもエミに以前からの呼称の「榎田君」を使うように頼んでいる。エミはいつもつき合わされる榎田のこだわりに呆れていて、とんでもないことをしようとすると「離婚するわよ」と脅して止めるストッパー役を務める。ちなみに、プロポーズの言葉を告げたのはエミからである。
榎田 点（えのきだ はじめ）
榎田夫妻の息子。榎田家の遺伝をしっかり受け継いでいる。内臓と耳あかなどはエミちゃんの遺伝。榎田家に代々受け継がれている虫に墨を塗って石の上をはわせる命名の儀式で名前が決まった。榎田はこのとき、クワジロー（オオクワガタ）を使って「一」を書かせて「はじめ」と名づけるつもりであった。しかし、真冬の寒さでクワジローが動かなかった。そこで、祖父たちがしきたり通りにノミを使うと、字の形を呈していなかった。仕方なく、クワジローの残した墨の一点から「点」と書いて「はじめ」と読む事になった。
高木 剛（たかぎ つよし）
榎田の小学校時代からの親友でもあり天敵。ずぼらでいい加減な性格。そのくせ、アングラ的知識は多い。また、麻雀やギャンブルの才能は想像を絶する。仕事中でも書類はたまりっぱなし、片付けは一切しない、と、ぐーたら人間の典型的存在である。榎田君のこだわりの弱点をくどくどと並べ立てて打ち負かせたこともしばしば。マルミとの結婚は居酒屋で知り合って酔った勢いで婚姻届を翌朝提出。
高木 マルミ
高木の妻。夫以上のテキトー人間であったりするが、そのテキトーぶりは実は、祖母からの隔世遺伝である。つわりは二日酔い、腹が大きくなったのは肥満と思っていたほど、出産直前まで妊娠に気がつかなかった。
高木 マルン
高木夫妻の娘。祖父及び祖母からの隔世遺伝という事もあり、両親とは対照的にしっかり者。両親があまりにいい加減なため、生後数ヶ月に渡って命名すらされず、当然出生届も出されていなかった。それまで近所の住民から名前を聞かれても、母親のマルミが自分の名前を聞かれたと思って「マルミです」と答えていたため、あまりそれと異なる名前にするわけにいかず、榎田の発案で「マルン」という名前になった。後に名門私立の青習院幼稚園に合格して「カリスマ幼稚園児」「天才児」と呼ばれるほどの優れた子供に成長する。
小野 マルヨ（おの マルヨ）
マルミの母。家事の達人で、その料理はどんな人でも食べたら涙をこぼさずにはいられない。
小野 剣之進（おの けんのしん）
マルミの父。会社の専務。グータラな娘夫婦をまともにさせようと奮闘している。マルンには甘い。
野口 貴代（のぐち たかよ）
榎田がよく行くスーパーでパート(レジ担当)している主婦。あらゆる場面で強烈なコダワリを発揮する「榎田主義の信奉者」。榎田君に密かな思いを寄せている。別名「光速レジの貴代」
残間 奈津子（ざんま なつこ）
榎田の同僚OL。榎田のこだわりに呆れる事もあるが、たまに冷静なツッコミを入れる。顔のモデルは作者（須賀原洋行）の元担当者。
常盤 陽介（ときわ ようすけ）
榎田の後輩。新人研修を兼ねて海外支社に勤務していた。情報工学専攻で、自前で会社にパソコンを設置する。
落合 弘一郎（おちあい こういちろう）
榎田の後輩。バブル期入社でオッチョコチョイな部分がある。顔のモデルは作者の元担当者。
卓球部の後輩たち
大学時代に卓球全日本学生選手権4位の実績をもつ榎田に、事あるごとに呼び出され、理不尽な使われ方をされる気の毒な人々。
武沢（たけざわ）
榎田君の大学時代からの友人。オタクで、フェチ的な趣味を多数持つ。
畑 トモミ（はた トモミ）
オタクの武沢を気持ち悪いと思いつつもなぜかつきあってしまう。武沢の作戦によってテレビ局アナウンサーに合格。
うし山先生
評判の良い小児科医で、マルンちゃんの主治医。

## 単行本
| 巻数  | 主なこだわり                                   |
| ----- | ---------------------------------------------- |
| 第1巻 | 育毛、育児、禁煙                               |
| 第2巻 | 育毛、育児、オフィス環境、花粉症対策           |
| 第3巻 | 育毛、育児、マタニティ                         |
| 第4巻 | 育児、マタニティ、2000年問題                   |
| 第5巻 | 育児、引っ越し、収納術                         |
| 第6巻 | アウトドアライフ、エコカー                     |
| 第7巻 | エコロジー、リサイクル、お弁当作り、花粉症対策 |

## 反響
じゃまおくんは主人公がエレベーターの閉ボタンを押すために日々訓練を積んでいることや、異常な物持ちの良さ、オーディオへのこだわり、ハイドブリッカーを運転しながらより燃費の良さを求める走りを追求するようにこだわり方がおかしく、ページが説明と薀蓄で占められて文字数がかなり多く、読んでいてクラクラしてくる上級者向けの「こだわる男マンガ」だと評した。